# 謝芊彤
謝芊彤（英語：Tse Chin Tung，1990年1月5日—），是香港創作組合雷同二友成員之一，曾就讀於陳瑞祺(喇沙)小學、黃埔宣道小學及基督教女青年會丘佐榮中學，2013年於香港樹仁大學新聞及傳理系畢業。

## 事業發展
謝芊彤自2010年起於YouTube發佈她自己所創作的歌曲，當中包括一首為庾文翰的媽媽所作的歌《3650個日子》，以及一首為2010年菲律賓人質事件的生還者所作的歌《往前》；此外，她亦曾參與「FAME我要高飛」歌唱比賽、2011年樹仁大學歌唱比賽、2011年大專聯校歌唱比賽、2011年台灣墾丁春浪音樂節春浪音樂創作大賞（與友人溫翰文以April2名義參賽）等比賽，並於2011年樹仁大學歌唱比賽及台灣春浪音樂創作大賞中獲得冠軍，其後獲邀參加同年8月於台灣舉行的臺東東海岸音樂季。
在2011年1月時，她在2011年1月29日的明報中看到一篇新聞講述南京一名「望女成龍」的母親，在考試前一天強逼12歲女兒做大量數學題，女兒不肯，憤而寫下一首題為《媽媽，我壓力好大》的詩，她看了這篇新聞之後，將該女孩的詩改寫成一首歌，並與其妹謝芊蕾將此歌錄製後放上YouTube。此歌令她一舉成名，不僅在YouTube獲得超過130,000的點擊率，以及於2011年2月9日的百萬U.S.B.的網絡熱爆榜中獲得第一位，更使她獲蘋果日報及「讓夢想飛－中國最牛人」節目訪問。其後，她在「Fullcup Cafe 呼吸咖啡茶館」中舉辦了首個小型音樂會。
《媽媽，我的壓力好大》也讓謝芊彤開啟了她的作曲人之路。《媽媽，我的壓力好大》在YouTube熱播後，她先後賣出了兩首她所創作而未發表的歌的樂曲，該兩首曲分別成為了Twins國語專輯3650的歌《我們之間》和吳雨霏個人專輯My January的歌《告白》，並先後獲得獎項：《我們之間》於TVB的2011《勁歌金曲優秀選》第三回中獲得最受歡迎華語歌曲獎；而《告白》則於香港電台的《第三十五屆十大中文金曲》中獲十大中文金曲獎。後來，她獲香港電台邀請為節目《地厚天高》創作主題曲，並於該節目第十集接受其訪問。
於2012年9月9日，謝芊彤再次於「Fullcup Cafe 呼吸咖啡茶館」中舉行小型音樂會。她與溫翰文組成的April2樂團於2012至2013年間不定期於Fullcup Cafe逢一、三晚舉行的Open mic演出，並於2014年2月發行首張EP。
2013年，謝芊彤與謝芊蕾組成2-halves，其後以雷同二友工作室的名義在Youtube、StreetVoice等平台發表作品和參與演出。她們在2016年1月發行了音樂專輯Best Before，並舉行發佈音樂會；同年10月發行單曲《八芭啦笨爸》。
2017年，謝芊彤和謝芊蕾一起獲頒《華語金曲獎2017》的年度最佳新組合獎。
2018年，謝芊彤和謝芊蕾加入了紅線音樂，並與妹妹謝芊蕾組成「雷同二友」樂隊。2020年，她們離開了紅線音樂，重新以雷同二友工作室的名義創作，並且開始經營Podcast頻道。

## 音樂作品

### 專輯
| 專輯 # | 專輯名稱       | 專輯類型 | 發行名義                | 發行日期       | 曲目 |
| ------ | -------------- | -------- | ----------------------- | -------------- | --- |
| 1st    | 倔強           | EP       | April 2                 | 2014年2月10日  | 曲目 1. 散 2. 倔強 3. 只想想你 4. 閉上眼，夢就會在你眼前出現 5. 聚 6. Bonus track (MMO) |
| 2nd    | Best Before    | 大碟     | 雷同二友工作室          | 2016年1月2日   | 曲目 1. Best Before 2. 你想要成為怎樣的人 3. 失望就去一趟旅行 4. 星期一不想上課 5. Spiral 6. 再見太陽 7. Sunrise 8. 追與趕 9. 大人的瘋狂世界 10. 飛滋之歌 11. HaHeHo                                                       |
| 3rd    | 八芭啦笨爸     | 單曲     | 雷同二友工作室          | 2016年10月31日 | 曲目 1. 八芭啦笨爸 |
| 4th    | METABOLISM     | EP       | 雷同二友工作室 紅線音樂 | 2019年8月24日  | 曲目 1. Prelude 2. Face It Don’t Run 3. 路徑 4. 噩夢 5. 等多一天 6. 白雲會告訴我 |
| 5th    | 沒有東西送給你 | 單曲     | 雷同二友工作室          | 2021年4月4日   | 曲目 1. 沒有東西送給你 |
| 6th    | 自游生物       | 大碟     | 雷同二友工作室          | 2024年5月30日  | 曲目 1. 讓時間變慢 2. 一個人行街 3. 說走就走 4. Romantic Sky 5. 轉著轉著 6. 如常（2022） 7. 靈魂有路 8. 路仍長 9. 天空有岸 10. 碌下碌下 11. Have A Good Night 12. 靈魂有路（On The Way Home）（featuring 魏浚笙） 13. 如常 |

### 派台歌曲成績
註：以組合名義的派台歌，請參閱雷同二友的頁面。
| 派台歌曲成績（五台） | 派台歌曲成績（五台） | 派台歌曲成績（五台） | 派台歌曲成績（五台） | 派台歌曲成績（五台） | 派台歌曲成績（五台） | 派台歌曲成績（五台） | 派台歌曲成績（五台）    |      |
| -------------------- | -------------------- | -------------------- | -------------------- | -------------------- | -------------------- | -------------------- | ----------------------- | ---- |
| 唱片                 | 歌曲                 | 903                  | RTHK                 | 997                  | TVB                  | ViuTV                | 備註                    | 備註 |
| 2020年               |                      |                      |                      |                      |                      |                      |                         |      |
| 自游生物             | 如常                 | 13                   | -                    | -                    | ×                    | -                    |                         |      |
| 2022年               |                      |                      |                      |                      |                      |                      |                         |      |
|                      | 我也難過的           | 1                    | ×                    | -                    | ×                    | 5                    | 首支冠軍歌 與吳林峰合唱 |      |
| 2023年               |                      |                      |                      |                      |                      |                      |                         |      |
| Terra : LandeScape   | 樹海                 | 12                   | ×                    | -                    | ×                    | -                    |                         |      |

| 各台冠軍歌總數 | 各台冠軍歌總數 | 各台冠軍歌總數 | 各台冠軍歌總數 | 各台冠軍歌總數 | 各台冠軍歌總數 | 各台冠軍歌總數    | 各台冠軍歌總數 |
| -------------- | -------------- | -------------- | -------------- | -------------- | -------------- | ----------------- | -------------- |
| 五台           | 903            | RTHK           | 997            | TVB            | ViuTV          | 備註              |                |
| 五台           | 1              | 0              | 0              | 0              | 0              | 五台冠軍歌總數：0 |                |

- （*）仍在榜上
- （-）未能上榜
- （×）沒有派往該台
- （(1)）兩週冠軍
- ^  注解a：包括2020年後的冠軍歌曲
- ^  注解b：2020年起

### 其他歌曲

#### 作曲、填詞及主唱
- 熱情不再（林欣彤《你以為》原曲）
- 毋忘花
- 往前（紀念馬尼拉人質事件遇害的香港人，與《樹海》、《靈魂有路》合稱「死亡三部曲」）
- 選擇（與妹妹謝芊蕾合唱）
- 3650個日子
- Life is boring
- 剛強的溫柔（與妹妹謝芊蕾合唱）
- 大孩子的冒險
- 一起回家（吳雨霏《苦苦》原曲）
- 一個人出走 (《戀戀海灣》主題曲 )
- 幸福不遠（Twins《我們之間》原曲）
- 我不相信
- 家園
- Fucy（與妹妹謝芊蕾合唱）
- 完sem之歌（與妹妹謝芊蕾合唱）
- 遠方（陳慧琳《做自己的太陽》原曲）
- 你是一朵太陽花
- Stars
- 明天就二十五歲
- 兒歌串燒（與妹妹謝芊蕾合唱）
- 急急子-集雜志JINGLE（集雜志主題曲）
- 我們在啊
- 如常
- 口水像浪花
- 告別 （艾爾絲懷疑仙境節目中，「遺憾收藏館」廣播劇主題曲）

#### 作曲及主唱
- 媽媽，我壓力好大（與妹妹謝芊蕾合唱）
- 宇宙船 - 支力散會歌（宇宙船結尾曲）

#### 作曲及填詞
- 痛入心扉（鄭秀文主唱）
- 泡泡裡的空氣（杜小喬主唱）
- 側臉（杜小喬主唱）
- 仍會等（鄭欣宜主唱）
- 立斷（鄧麗欣主唱）

#### 作曲
- 我們之間（Twins主唱，原曲為《幸福不遠》）
- 告白（吳雨霏主唱，原曲為《城市漫遊者》）
- 你以為（林欣彤主唱，原曲為《熱情不再》）
- 苦苦（吳雨霏主唱，原曲為《一起回家》）
- 做自己的太陽（陳慧琳主唱，原曲為《遠方》）
- 厭惡物圖鑑（陳健安主唱）
- You First（李駿傑主唱）
- 之後的一天（陳健安主唱）
- 間歇性休眠（陳凱詠主唱）
- 穿越（楊千嬅主唱）
- 讓思憶症發作（李芯駖主唱）
- 我違和但我不糾正（陳健安主唱）
- 活（李駿傑主唱）
- Red Flag（Amy Lo主唱）
- 轉彎到（鄧小巧主唱）
- 一口一（moon tang主唱）

#### 填詞
- 爆煲急救指南（The Hertz主唱）

#### 主唱
- 一天的美好（謝芊蕾作曲、填詞，與謝芊蕾合唱）
- 耶穌哭了
- 立約
- 其實我不只一個人
- 無價之寶
- 樹海 (J1M3作品)

### 未正式發佈的歌
謝芊彤部份的作品並未正式於其YouTube或streetvoice發佈，但分別在參加歌唱比賽、她本人的音樂會及電台節目中演出或播放過。

#### 作曲、填詞及主唱
- 我遺失了我自己
- 寂寞長大了（李駿傑《You First》原曲）
- 同途
- 城市漫遊者（吳雨霏《告白》原曲）
- 離開你的星球
- 太陽像你 月亮像我（與妹妹謝芊蕾合唱）
- 忘憂森林
- What's Next
- 說走就走（與妹妹謝芊蕾合唱）

## 獎項
- 2022年度叱咤樂壇流行榜頒獎典禮 - 專業推介叱咤十大 第九位《我也難過的》（吳林峰合唱）

## 外部連結
- 謝芊彤Youtube頻道（页面存档备份，存于）
- 謝芊彤Facebook專頁（页面存档备份，存于）
- 謝芊彤微博
- 雷同二友StreetVoice（页面存档备份，存于）
- 雷同二友Podcast （页面存档备份，存于）